# Улица Щедрина (Ижевск)

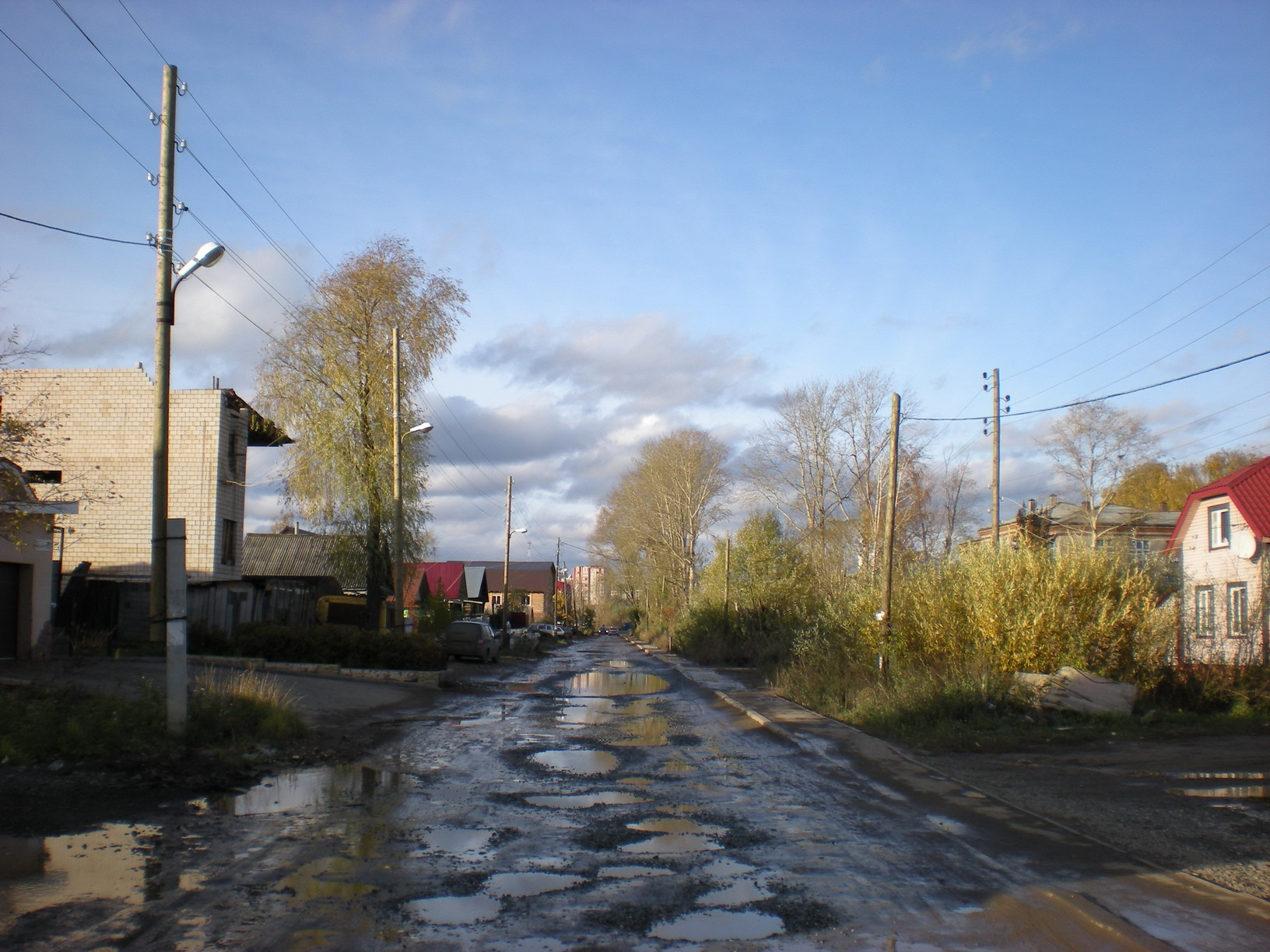
Вид на улицу

У́лица Щедрина́ — улица в Первомайском районе города Ижевск. Проходит от Железнодорожного переулка до Парниковой улицы. Нумерация домов ведётся от Железнодорожного переулка.

## История
Улица образована по решению исполкома городского совета депутатов 28 августа 1938 года. Названа в честь писателя-сатирика М. Е. Салтыкова-Щедрина. С 1848 по 1855 год писатель жил в Вятской ссылке, во время которой побывал и в ряде городов современной Удмуртии: в Глазове, Сарапуле, Камбарке.
В декабре 1962 года на улице открылась 65-я школа Ижевска.

## Расположение и застройка
Улица проходит на юге Ижевска, в Воткинском жилом районе Первомайского административного района города. Расположена между Комбинатным проездом и проездом Щедрина. Начинается от Воткинской линии на Железнодорожном переулке, являясь прямым продолжением улицы Пушкинской. Следует на юг до перекрёстка с Парниковой улицей, после которого продолжается как грунтовая дорога в долине реки Позимь.
Пересекает Магистральную улицу, проезд Щедрина и Парниковый проезд. С западной стороны примыкает Краснопосельская улица.
Улица имеет жилую застройку, состоящую из семи десятков частных домов. Все дома обслуживаются городским отделением почтовой связи № 27.

## Примечательные здания и сооружения
По нечётной стороне:
- № 1 — школа № 65

По чётной стороне:
- № 2 — автосервис
- № 26а — продуктовый магазин

## Общественный транспорт
По улице не проходят маршруты общественного транспорта. Добраться до улицы можно автобусами № 15, 15к (ост. Школа).